# Ngampel (Mejayan)
Ngampel is een bestuurslaag in het regentschap Madiun van de provincie Oost-Java, Indonesië. Ngampel telt 3249 inwoners (volkstelling 2010).